# Сфинктозое
Сфинктозое су мала група сунђера (познатих у фосилном облику још од камбрије), који обликом подсећају на низ канала, који расту један преко другог.

## Филогенија групе
Већина врста сфинктозоа је без спикула, налик савременој врсти Vaceletia crypta. Неки представници сфинктозоа из мезозика поседују трирадијалне кречњачке спикуле у свом телесном зиду, што упућује на филогенетску блискост са калкареама. Са друге стране, мекани делови савремене врсте упућују на заједничког претка са неким демоспонгиама (Demospongiae, поткласа Ceractinomorpha). Највероватнији сценарио је да је „сфинктозојски“ облик тела еволуционо независно настао у ове две класе, што чини групу сфинктозоа полифилетском и не могу се сматрати природном скупином. Фосилне фамилије сфинктозоа за које се не може утврдити јасно припадање класама Calcarea и Demospongiae познате су од камбрије до креде.
|  |